# آنا لاپوشچنکووا
 آنا لاپوشچنکووا (انگلیسی: Anna Lapushchenkova؛ زادهٔ ۲۴ اکتبر ۱۹۸۶) یک تنیس‌باز اهل روسیه است. 